# Arrarás
Arrarás (oficialmente y en euskera: Arrarats) es una localidad española y un concejo de la Comunidad Foral de Navarra perteneciente al municipio de Basaburúa Mayor. 
Está situado en la Merindad de Pamplona, en la comarca de Ultzamaldea, y a 39 km de la capital de la comunidad, Pamplona. Su población en 2014 fue de 56 habitantes (INE), su superficie es de 9,63 km² y su densidad de población de 5,82 hab/km².

## Geografía física

### Situación
La localidad de Arrarás está situada en la parte Noroeste del municipio de Basaburúa Mayor a una altitud de 690 m s. n. m. Su término concejil tiene una superficie de 9,63 km² y limita al norte con los municipios de Erasun y Ezcurra; al este con el concejo de Igoa; al sur con el término de Aizároz y al oeste con el concejo de Beruete.
|                | Norte: Erasun y Ezcurra |            |
| Oeste: Beruete |                         | Este: Igoa |
|                | Sur: Aizároz            |            |

## Demografía

### Evolución de la población
| Gráfica de evolución demográfica de Arrarás entre 2000 y 2010 |
|                                                               |
| Datos según el nomenclátor publicados por el INE.             |